# Rangárvallasýsla

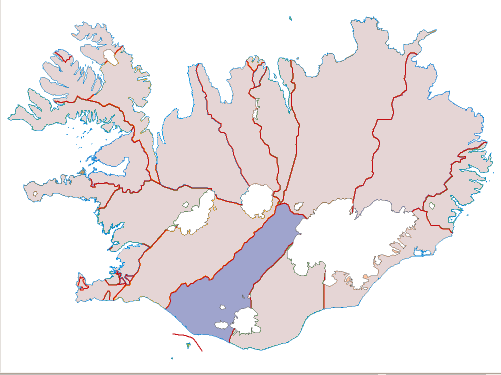
Carte de localisation de Rangárvallasýsla

Rangárvallasýsla est un comté islandais, situé dans la région de Suðurland. Ce comté a une superficie de 7 971 km2 et, en 2007, il avait une population de 3 378 habitants.

## Municipalités
Le comté est situé dans la circonscription Suðurkjördæmi et comprend les municipalités suivantes :
- Rangárþing ytra
- Rangárþing eystra
- Ásahreppur